# Utricularia cornigera
Utricularia cornigera — вид рослин із родини пухирникових (Lentibulariaceae).

## Середовище проживання
Ендемік південно-східної Бразилії (Ріо-де-Жанейро: Серра-дус-Оргаос).